# Chuanqilong
Chuanqilong – rodzaj wymarłego dinozaura, tyreofora z rodziny ankylozaurów odkrytego w Chinach.
Skamieniałości nieznanego zwierzęcia znaleziono w Chinach, na terenie prowincji Liaoning, w powiecie Lingyuan, w gminie miejskiej Goumenzi, w okolicy wioski Baishizui. Kości spoczywały wśród skał formacji Jiufotang, powstałej w epoce kredy wczesnej, dokładniej w apcie. Tworzyły prawie kompletny szkielet. Znalezione kości wykazywały cechy ankylozaurów z rodziny Ankylosauridae. Cechowały się również pewnymi odrębnościami. Wyróżniono następujące dwie autapomorfie:
- powierzchnia stawowa kości kwadratowej na poziomie rzędu zębów kości zębowej,
- kość kulszowa zwężająca się w kierunku dalszym i ze zwężoną środkową częścią tronu[1].

Ponadto znalezisko odróżnia unikalna kombinacja cech takich, jak smukła, klinowata kość łzowa, kość ramienna poszerzona proksymalnie, stosunek długości tej kości do długości udowej wynoszący 0,88.
W efekcie opisano nowy rodzaj dinozaura, któremu nadano nazwę Chuanqilong. Nazwa ta wywodzi się z języka chińskiego. Pierwszy człon nazwy wywodzi się od legend chuanqi. Drugi człon, long, oznacza po chińsku smoka. W obrębie tego rodzaju umieszczono gatunek Chuanqilong chaoyangensis. Epitet gatunkowy pochodzi od regionu, na terenie którego znaleziono kości. Przeprowadzono analizę filogenetyczną, która pozwoliła umieścić rodzaj wśród bazalnych przedstawicieli Ankylosauridae. Jego grupę siostrzaną stanowił Liaoningosaurus, sympatryczny z Chuanqilong, ale pochodzący z trochę starszych skał ankylozaur.